# رافينيا مارتي
رافينيا مارتي هو لاعب كرة قدم برازيلي في مركز الهجوم، ولد في 23 نوفمبر 1987 في ساو باولو في البرازيل. لعب مع نادي نيو راديانت.

## وصلات خارجية
- رافينيا مارتي على موقع Soccerway.com (الإنجليزية)